# Archimimus camatus
Archimimus camatus är en tvåvingeart som beskrevs av Henry J. Reinhard 1952. Archimimus camatus ingår i släktet Archimimus och familjen köttflugor.
Artens utbredningsområde är Arizona. Inga underarter finns listade i Catalogue of Life.